# Seleção Pernambucana de Futebol
A Seleção Pernambucana de Futebol é a seleção estadual que representa a Federação Pernambucana de Futebol em competições oficiais e amistosos.

## História
Diferentemente das seleções nacionais, não se trata de uma time formado unicamente por jogadores pernambucanos, mas sim de uma equipe com os melhores jogadores que atuam nos clubes pernambucanos.
Seu período áureo foi entre 1923 e 1962, quando teve a competência de defender o futebol pernambucano nas edições do Campeonato Brasileiro de Seleções Estaduais (única competição nacional existente até 1959), logrando destacadas campanhas, como o vice-campeonato de 1959 e a quarta colocação de 1956.
Em 1959, foi convidada pela CBD (atual CBF) para representar a Seleção Brasileira no Sul-Americano Extra de 1959 (atual Copa América). Naquela ocasião, recebeu da imprensa sudestina a pejorativa alcunha de "cacareco". Isso se confirmou quando o Brasil terminou em terceiro lugar no Sul-Americano Extra, ficando à frente apenas das seleções equatoriana e paraguaia. Apesar disso, a seleção pernambucana havia conseguido um 2º lugar no Campeonato Brasileiro de Seleções Estaduais e entusiastas pernambucanos passaram a crer que isso era suficiente motivo de orgulho. Por isso incorporaram o apelido de Cacareco para denominar a Seleção Pernambucana.
Ao longo dos anos, disputou vários amistosos, destacando-se os embates contra a Seleção Brasileira. No total, foram cinco confrontos entre a Canarinho e a Cacareco: quatro vitórias verde-amarelas e um empate (Pernambuco 3–5 Brasil em 1934, Pernambuco 0–2 Brasil em 1956, Pernambuco 1–6 Brasil em 1969 e Pernambuco 0–0 Brasil em 1978).
A Seleção Brasileira não foi a única seleção nacional a enfrentar a Cacareco. Em 1965, em comemoração aos 50 anos de fundação da FPF, foi realizado um amistoso contra a Alemanha Ocidental onde houve a histórica vitória dos pernambucanos por 1–0.